# Elvis (álbum de 1973)
Elvis es el cuadragésimo noveno álbum de estudio del músico y cantante estadounidense Elvis Presley, publicado por la compañía discográfica RCA Victor en febrero de 1973. A menudo titulado como The Fool para distinguirlo del álbum homónimo de 1956, el disco vendió más de un millón de copias a nivel mundial a pesar de ser publicado poco después de su predecesor, Aloha from Hawaii Via Satellite. El álbum incluyó canciones como «Where Do I Go From Here», grabada en marzo de 1972 junto a «The Fool», así como descartes de las sesiones realizadas en los RCA Studio B de Nashville entre marzo y mayo de 1971. Además de temas grabados en estudio, Elvis también incluyó una grabación en directo «It's Impossible» desde el Hilton Hotel de Las Vegas, Nevada, realizada en febrero de 1972.
A diferencia de trabajos anteriores, donde Presley solo interpreta la voz o toca la guitarra, las canciones «It's Still Here», «I'll Take You Home Again, Kathleen» y «I Will Be True» incluyen la contribución de Presley tocando el piano. El tema que da título al álbum, «Fool», fue publicado como sencillo, con una versión en directo de «Steamroller Blues» como cara B, y alcanzó el puesto quince en la lista UK Singles Chart.

## Lista de canciones
| Cara A |                                 |                                |          |  |
| N.º    | Título                          | Escritor(es)                   | Duración |  |
| 1.     | «Fool»                          | James Last, Carl Sigman        | 2:40     |  |
| 2.     | «Where Do I Go from Here?»      | Paul Williams                  | 2:38     |  |
| 3.     | «Love Me, Love the Life I Lead» | Roger Greenaway, Tony Macaulay | 3:03     |  |
| 4.     | «It's Still Here»               | Ivory Joe Hunter               | 2:04     |  |
| 5.     | «It's Impossible»               | Armando Manzanero, Sid Wayne   | 2:51     |  |

| Cara B |                                       |                                                   |          |  |
| N.º    | Título                                | Escritor(es)                                      | Duración |  |
| 1.     | «(That's What You Get) For Lovin' Me» | Gordon Lightfoot                                  | 2:06     |  |
| 2.     | «Padre»                               | Jacques Larue, Paul Francis Webster, Alain Romans | 2:28     |  |
| 3.     | «I'll Take You Home Again, Kathleen»  | Thomas Paine Westendorf                           | 2:23     |  |
| 4.     | «I Will Be True»                      | Ivory Joe Hunter                                  | 2:30     |  |
| 5.     | «Don't Think Twice, It's All Right»   | Bob Dylan                                         | 2:42     |  |

Reedición de 2008
| Disco 1 |                                                      |          |  |
| N.º     | Título                                               | Duración |  |
| 1.      | «Fool»                                               |          |  |
| 2.      | «Where Do I Go From Here»                            |          |  |
| 3.      | «Love Me, Love The Life I Lead»                      |          |  |
| 4.      | «It's Still Here»                                    |          |  |
| 5.      | «It's Impossible»                                    |          |  |
| 6.      | «For Lovin' Me»                                      |          |  |
| 7.      | «Padre»                                              |          |  |
| 8.      | «I'll Take You Home Again Kathleen»                  |          |  |
| 9.      | «I Will Be True»                                     |          |  |
| 10.     | «Don't Think Twice, It's All Right» (edited version) |          |  |
| 11.     | «Steamroller Blues» (single mix)                     |          |  |
| 12.     | «For The Good Times»                                 |          |  |
| 13.     | «Until It's Time For You To Go» (remake take 10)     |          |  |
| 14.     | «Love Me, Love The Life I Lead»                      |          |  |
| 15.     | «Padre»                                              |          |  |
| 16.     | «Fool»                                               |          |  |
| 17.     | «Where Do I Go From Here»                            |          |  |
| 18.     | «Reconsider Baby»                                    |          |  |
| 19.     | «Blue Hawaii»                                        |          |  |
| 20.     | «Early Mornin' Rain»                                 |          |  |
| 21.     | «Hawaiian Wedding Song»                              |          |  |
| 22.     | «Ku-U-I-Po»                                          |          |  |
| 23.     | «No More»                                            |          |  |
| 24.     | «Fool» (single master)                               |          |  |

| Disco 2 |                                                     |          |  |
| N.º     | Título                                              | Duración |  |
| 1.      | «For Lovin' Me» (take 1)                            |          |  |
| 2.      | «Until It's Time For You To Go» (takes 1, 2)        |          |  |
| 3.      | «Love Me, Love The Life I Lead» (takes 1, 2)        |          |  |
| 4.      | «Padre» (takes 1, 2)                                |          |  |
| 5.      | «For Lovin' Me» (takes 3, 7, 8)                     |          |  |
| 6.      | «It's Still Here» (takes 1, 2, 3)                   |          |  |
| 7.      | «I'll Take You Home Again» (take 1 undubbed master) |          |  |
| 8.      | «I Will Be True» (takes 1, 2)                       |          |  |
| 9.      | «It's Still Here» (takes 4, 5)                      |          |  |
| 10.     | «Until It's Time For You To Go» (take 6)            |          |  |
| 11.     | «Padre» (take 11)                                   |          |  |
| 12.     | «Love Me, Love The Life I Lead» (takes 5, 6)        |          |  |
| 13.     | «My Way» (takes 1, 2, 3 master)                     |          |  |
| 14.     | «For Lovin' Me» (takes 9, 10)                       |          |  |
| 15.     | «Don't Think Twice» (take 2 long version unedited)  |          |  |

## Personal
| - Elvis Presley – guitarra, piano, voz - James Burton – guitarra - The Sweet Inspirations – coros - Joe Babcock – coros - Kenneth A. Buttrey – batería - Jerry Carrigan – batería - Chip Young – guitarra - Glen D. Hardin – piano - Delores Edgin – coros - Joe Esposito – guitarra, percusión | - Emory Gordy, Jr. – bajo - Charlie Hodge – guitarra - Ginger Holladay – coros - The Imperials Quartet – coros - Millie Kirkham – coros - June Page – coros - Norbert Putnam – bajo - Temple Riser – coros - Jerry Scheff – bajo | - J. D. Sumner – coros - Ron Tutt – batería - Hurshel Wiginton – coros - John Wilkinson – guitarra - Mary Holliday – coros - Kathy Westmoreland – coros - Charlie McCoy – armónica - Joe Guercio – conductor - David Briggs – piano |

## Posición en listas
| País           | Lista                | Posición |
| -------------- | -------------------- | -------- |
| Estados Unidos | Billboard Pop Albums | 8        |
| Reino Unido    | UK Albums Chart      | 2        |